# Sachsen-Coburg og Gotha (land)
Sachsen-Coburg og Gotha (tysk: Sachsen-Coburg und Gotha) var navnet på de to tyske hertugdømmer Sachsen-Coburg og Sachsen-Gotha, der dannede personalunion fra 1826 til 1918. I 1920 blev Gotha en del af Thüringen, mens Coburg blev en del af Bayern. 

## Personalunionen Sachsen-Coburg og Gotha
Hertugdømmerne Sachsen-Coburg og Gotha kom i personalunion i 1826, da den sidste hertug af Sachsen-Gotha-Altenburg døde uden mandlige arvinger. Hans slægtninge delte hans landområder. Svigersønnen hertug Ernst 1. af Sachsen-Coburg-Saalfeld fik Gotha. Ernst ændrede sin titel til Hertug af Sachsen-Coburg og Gotha. Hvert hertugdømme bevarede sin formelle selvstændighed.

## Fyrstehuset Sachsen-Coburg og Gotha
Medlemmer af Huset Sachsen-Coburg og Gotha har regeret i Belgien siden 1831 og i Storbritannien siden 1901. Slægten har tidligere regeret i Portugal og Bulgarien.